# يو شيمازاكي
يو شيمازاكي (باليابانية: 島嵜 佑) (26 سبتمبر 1985 في إباراكي في اليابان – )؛ هو لاعب كرة قدم ياباني سابق كان يلعب كلاعب وسط.

## وصلات خارجية
- يو شيمازاكي على موقع رابطة كرة القدم اليابانية للمحترفين (اليابانية)
- يو شيمازاكي على موقع Soccerway.com (الإنجليزية)